# Залежність від шляху
Залежність від шляху пояснює, як набір рішень, з якими стикаються люди за будь-яких обставин, обмежений рішеннями, які вони приймали в минулому, або подіями, які вони пережили, при тому, що минулі обставини можуть вже не бути актуальними. Іншими словами "точка, до якої ти прийдеш, залежить від точки, з якої ти вийшов". 
В економіці та соціальних науках залежність від шляху може відноситися або до результатів у певний конкретний момент часу, або до довгострокової рівноваги процесу. У загальному вживанні словосполучення означає або: 
1. що "історія має значення" — широке поняття[2], або
2. що передбачувані загострення невеликих відмінностей можуть спиричини непропорційно великі зміни пізніших обставин[3].

Перше використання поняття, "історія має значення", є тривіально правдивим в багатьох контекстах; все має причини, а іноді різні причини призводять до різних результатів. У цих контекстах прямий вплив попередніх станів може не бути помітним, на відміну від "залежних від шляху" варіантів у фінансах, де вплив історії може бути нестандартним. Друге вживання поняття ж має більш пояснювальну силу і застосовується більш широко в соціальних науках.